# Sông Bjaresina
Bjaresina (tiếng Belarus: Бярэзіна, tiếng Nga: Березина / Beresina) là một dòng sông dài khoảng 613 km ở Belarus và là phụ lưu bên hữu ngạn của sông Dniepr. Bản thân sông này lại có các phụ lưu là Bobr, Klyava, Ol'sa, Ala ở tả ngạn và Hayna, Sàvislach ở hữu ngạn. Phụ lưu Sàvislach chảy qua Thủ đô Minsk.
Không nên nhầm lẫn với sông Beresina, chảy xa về phía đông, chủ yếu ở Nga, chảy khoảng 200 km về phía thượng lưu, dưới Smolensk cũng từ bên phải vào Dnepr.
Dòng sông bắt nguồn ở phía bắc của Belarus trên ngọn núi Belarus. Nguồn của nó nằm ở công viên quốc gia Bjaresina gần thị trấn Lepel. Bjaresina chảy ngang qua quốc gia theo hướng bắc-nam, qua các thành phố Bobruisk, Barysaw và Svietlahorsk, đổ vào Dniepr ở phía tây Gomel.

## Lịch sử
- Ngày 25 tháng 6 năm 1708, Charles XII của Thụy Điển đã vượt sông trong Đại chiến Bắc Âu với quân đội của Pyotr Đại Đế.
- Ngày 26 đến ngày 28 tháng 11 năm 1812 trong thời kỳ rút lui kịch tính trước quân của Sa hoàng Alexander I, quân đội của Napoleon I đã chịu tổn thất tới 5 vạn quân khi vượt sông Beresina (xem Trận Berezina).
- Trong Chiến tranh thế giới thứ hai, vào mùa hè năm 1944, Tập đoàn quân số 4 của Lực lượng Vũ trang Đức đã bị tiêu diệt sau khi băng qua sông bằng xe tăng phía đông Minsk (xem Chiến dịch Bagration).